# Іванович Володимир Ієронімович

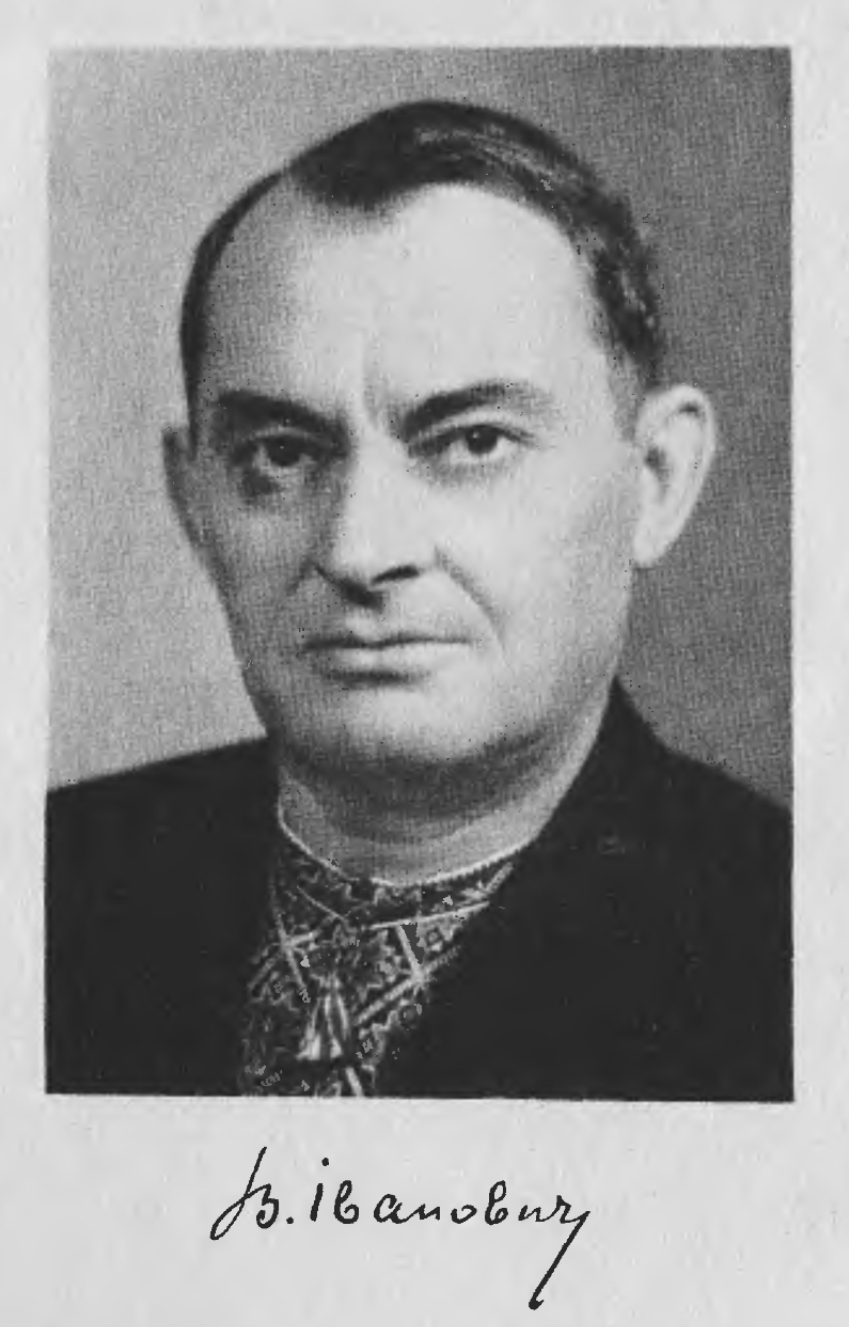
Портрет для видання 1967 року

Володимир Ієронімович Іванович (14 (27) липня 1905 р.– 26 серпня 1985 р.) — український радянський письменник.

## Біографія
Володимир Ієронімович Іванович народився 14 (27) липня 1908 року в м. Одеса. Мати С. Г. Гуцан-Іванович.
В 1933 році закінчив Одеський педагогічний інститут. Учасник Другої світової війни. Член Спілки письменників України з 1948 року.
Почав друкуватися у 1927 році у журналах «Перець», «Крокодил», «Вожик». Автор збірок гумористичних віршів: «Свиня на пасіці» (1950 р.), «Низенько кланяємось!» (1953 р.), «Кропивою сміху по всякому лиху» (1957 р.), «Перебендя посміхається» (1960 р.), «На городі бузина, а за морем сатана» (1963 р.), «Іванові кавуни» (1965 р.), «Сміхомовки» (1974 р.) та ін.
Автор казок: «В білу сніговицю» (1956 р.), «Казки та бувальщина» (1965 р.), «Порося в мішку» (1965 р.), «Чотири казки з дідової в'язки» (1980 р.).
Помер 26 серпня 1985 року в м. Одеса.

## Видання
- Казки та бувальщини/ В. Іванович. — Київ: Веселка, 1965. — 92 с.
- Три торби сміху людям на втіху. — Київ: Дніпро, 1967. — 176 с.
- Поезії / В. Іванович. – Київ : Рад. письменник, 1967. – 111 с.
- Червоний Огнецвіт: байки, гуморески, жарти, памфлети, фейлетони, казки, бувальщини / В. Іванович. – Київ: Дніпро, 1975. – 286 с.
- Чотири казки з дідової в’язки: вірші / В. Іванович. – Київ : Веселка, 1980. – 85 с
- Вибране: гумор і сатира / В. Іванович. – Київ: Дніпро, 1985. – 238 с.